# Trachyderes hilaris
Trachyderes hilaris là một loài bọ cánh cứng trong họ Cerambycidae.